# Ecuadoraans voetbalelftal (mannen)
Het Ecuadoraans voetbalelftal is een team van voetballers dat Ecuador vertegenwoordigt bij internationale wedstrijden en competities.

## Deelname aan internationale toernooien

### Wereldkampioenschap
Op 4 december 1960 speelt Ecuador zijn eerste kwalificatiewedstrijd voor het wereldkampioenschap voetbal. In Guayaquil (Ecuador) wordt er met 3–6 verloren van Argentinië. Ook de uitwedstrijd in Buenos Aires wordt verloren (0–5).
Tussen 1962 en 1998 plaatste Ecuador zich niet voor een toernooi maar in 2002 wist het land zich voor de eerste keer te kwalificeren. Op dat hoofdtoernooi werd Ecuador in de groepsfase ingedeeld bij Mexico (1–2), Italië (0–2) en Kroatië (1–0). Ondanks de overwinning op Kroatie werden zij laatste in de poule. De 2 goals die Ecuador tijdens dit toernooi maakten werden gescoord door Agustín Delgado en Édison Méndez. Ook kwalificeerde Ecuador zich voor de toernooien van 2006 en 2014. In 2006 werd het beste resultaat behaald. Na 2 overwinningen in de groepsfase (Polen, 2–0 en Costa Rica 3–0) werd in de achtste finale verloren van Engeland.
Ecuador miste het WK van 2010 op een haar na: de ploeg eindigde met één punt achterstand op Uruguay en van de vijfde plaats die recht gaf op een barrageduel met een landenteam uit de Oceanische zone.
| Wereldkampioenschap voetbal overzicht | Wereldkampioenschap voetbal overzicht | Wereldkampioenschap voetbal overzicht | Wereldkampioenschap voetbal overzicht | Wereldkampioenschap voetbal overzicht | Wereldkampioenschap voetbal overzicht | Wereldkampioenschap voetbal overzicht | Wereldkampioenschap voetbal overzicht | Wereldkampioenschap voetbal overzicht |
| Jaar                                  | Ronde                                 | Wed.                                  | W                                     | G                                     | V                                     | DV                                    | DT                                    | Kwal                                  |
| ------------------------------------- | ------------------------------------- | ------------------------------------- | ------------------------------------- | ------------------------------------- | ------------------------------------- | ------------------------------------- | ------------------------------------- | ------------------------------------- |
| 1950                                  | Teruggetrokken                        | Teruggetrokken                        | Teruggetrokken                        | Teruggetrokken                        | Teruggetrokken                        | Teruggetrokken                        | Teruggetrokken                        | Teruggetrokken                        |
| 1954–1958                             | Geen deelname                         | Geen deelname                         | Geen deelname                         | Geen deelname                         | Geen deelname                         | Geen deelname                         | Geen deelname                         | Geen deelname                         |
| 1962                                  | Niet gekwalificeerd                   | Niet gekwalificeerd                   | Niet gekwalificeerd                   | Niet gekwalificeerd                   | Niet gekwalificeerd                   | Niet gekwalificeerd                   | Niet gekwalificeerd                   | Niet gekwalificeerd                   |
| 1966                                  | Niet gekwalificeerd                   | Niet gekwalificeerd                   | Niet gekwalificeerd                   | Niet gekwalificeerd                   | Niet gekwalificeerd                   | Niet gekwalificeerd                   | Niet gekwalificeerd                   | Niet gekwalificeerd                   |
| 1970                                  | Niet gekwalificeerd                   | Niet gekwalificeerd                   | Niet gekwalificeerd                   | Niet gekwalificeerd                   | Niet gekwalificeerd                   | Niet gekwalificeerd                   | Niet gekwalificeerd                   | Niet gekwalificeerd                   |
| 1974                                  | Niet gekwalificeerd                   | Niet gekwalificeerd                   | Niet gekwalificeerd                   | Niet gekwalificeerd                   | Niet gekwalificeerd                   | Niet gekwalificeerd                   | Niet gekwalificeerd                   | Niet gekwalificeerd                   |
| 1978                                  | Niet gekwalificeerd                   | Niet gekwalificeerd                   | Niet gekwalificeerd                   | Niet gekwalificeerd                   | Niet gekwalificeerd                   | Niet gekwalificeerd                   | Niet gekwalificeerd                   | Niet gekwalificeerd                   |
| 1982                                  | Niet gekwalificeerd                   | Niet gekwalificeerd                   | Niet gekwalificeerd                   | Niet gekwalificeerd                   | Niet gekwalificeerd                   | Niet gekwalificeerd                   | Niet gekwalificeerd                   | Niet gekwalificeerd                   |
| 1986                                  | Niet gekwalificeerd                   | Niet gekwalificeerd                   | Niet gekwalificeerd                   | Niet gekwalificeerd                   | Niet gekwalificeerd                   | Niet gekwalificeerd                   | Niet gekwalificeerd                   | Niet gekwalificeerd                   |
| 1990                                  | Niet gekwalificeerd                   | Niet gekwalificeerd                   | Niet gekwalificeerd                   | Niet gekwalificeerd                   | Niet gekwalificeerd                   | Niet gekwalificeerd                   | Niet gekwalificeerd                   | Niet gekwalificeerd                   |
| 1994                                  | Niet gekwalificeerd                   | Niet gekwalificeerd                   | Niet gekwalificeerd                   | Niet gekwalificeerd                   | Niet gekwalificeerd                   | Niet gekwalificeerd                   | Niet gekwalificeerd                   | Niet gekwalificeerd                   |
| 1998                                  | Niet gekwalificeerd                   | Niet gekwalificeerd                   | Niet gekwalificeerd                   | Niet gekwalificeerd                   | Niet gekwalificeerd                   | Niet gekwalificeerd                   | Niet gekwalificeerd                   | Niet gekwalificeerd                   |
| 2002                                  | Groepsfase                            | 3                                     | 1                                     | 0                                     | 2                                     | 2                                     | 4                                     | (kwal.)                               |
| 2006                                  | Achtste finale                        | 4                                     | 2                                     | 0                                     | 2                                     | 5                                     | 4                                     | (kwal.)                               |
| 2010                                  | Niet gekwalificeerd                   | Niet gekwalificeerd                   | Niet gekwalificeerd                   | Niet gekwalificeerd                   | Niet gekwalificeerd                   | Niet gekwalificeerd                   | Niet gekwalificeerd                   | Niet gekwalificeerd                   |
| 2014                                  | Groepsfase                            | 3                                     | 1                                     | 1                                     | 1                                     | 3                                     | 3                                     | (kwal.)                               |
| 2018                                  | Niet gekwalificeerd                   | Niet gekwalificeerd                   | Niet gekwalificeerd                   | Niet gekwalificeerd                   | Niet gekwalificeerd                   | Niet gekwalificeerd                   | Niet gekwalificeerd                   | Niet gekwalificeerd                   |
| 2022                                  | Groepsfase                            | 3                                     | 1                                     | 1                                     | 1                                     | 4                                     | 3                                     | (Kwal)                                |
| 2026                                  | Gekwalificeerd                        | Gekwalificeerd                        | Gekwalificeerd                        | Gekwalificeerd                        | Gekwalificeerd                        | Gekwalificeerd                        | Gekwalificeerd                        | Gekwalificeerd                        |

### Copa América (Zuid-Amerikaans kampioenschap)
In 1939 doet Ecuador voor het eerst mee aan de Copa América. Zij verliezen op 15 januari 1939 van het thuisland Peru met 2–5. De twee goals werden gescoord door Marino Alcívar. Alle wedstrijden op dit toernooi zouden worden verloren. Ook op de toernooien van 1941 en 1942 zouden alle wedstrijden worden verloren. In 1945 is er voor het eerst een gelijkspel. Tegen Bolivia is de uitslag 0–0. In 1947 is Ecuador een eerste maal gastland. De eerste overwinning op een eindtoernooi is in Brazilië in 1949. Op 3 mei 1949 wordt met 4–1 gewonnen van Colombia. De Copa América 1959 werd ook in Ecuador bestreden. In 1993 mocht Ecuador het toernooi een derde maal organiseren. Door 3 overwinningen in de groepsfase en een 3–0 zege op Paraguay in de kwartfinale werd de halve finale bereikt. In de halve finale werd verloren van Mexico. Ecuador was normaal terug gastland in 2023. Hoewel Ecuador was genomineerd, werden de Verenigde Staten in januari 2023 gekozen als gastland. De Copa América was ook oorspronkelijk gepland voor 2023, maar werd verzet naar 2024 om samen te vallen met het Europees kampioenschap voetbal van 2024.
| Zuid-Amerikaans kampioenschap overzicht | Zuid-Amerikaans kampioenschap overzicht | Zuid-Amerikaans kampioenschap overzicht | Zuid-Amerikaans kampioenschap overzicht | Zuid-Amerikaans kampioenschap overzicht | Zuid-Amerikaans kampioenschap overzicht | Zuid-Amerikaans kampioenschap overzicht | Zuid-Amerikaans kampioenschap overzicht | Zuid-Amerikaans kampioenschap overzicht |
| Jaar                                    | Ronde                                   | Wed.                                    | W                                       | G                                       | V                                       | DV                                      | DT                                      |                                         |
| --------------------------------------- | --------------------------------------- | --------------------------------------- | --------------------------------------- | --------------------------------------- | --------------------------------------- | --------------------------------------- | --------------------------------------- | --------------------------------------- |
| 1939                                    | Vijfde                                  | 4                                       | 0                                       | 0                                       | 4                                       | 4                                       | 18                                      |                                         |
| 1941                                    | Vijfde                                  | 4                                       | 0                                       | 0                                       | 4                                       | 1                                       | 21                                      |                                         |
| 1942                                    | Zevende                                 | 6                                       | 0                                       | 0                                       | 6                                       | 4                                       | 31                                      |                                         |
| 1945                                    | Zevende                                 | 6                                       | 0                                       | 1                                       | 5                                       | 9                                       | 27                                      |                                         |
| 1946                                    | Geen deelname                           | Geen deelname                           | Geen deelname                           | Geen deelname                           | Geen deelname                           | Geen deelname                           | Geen deelname                           |                                         |
| 1947                                    | Zesde                                   | 7                                       | 0                                       | 3                                       | 4                                       | 3                                       | 17                                      |                                         |
| 1949                                    | Zevende                                 | 7                                       | 1                                       | 0                                       | 6                                       | 7                                       | 21                                      |                                         |
| 1953                                    | Zevende                                 | 6                                       | 0                                       | 2                                       | 4                                       | 1                                       | 13                                      |                                         |
| 1955                                    | Zesde                                   | 5                                       | 0                                       | 0                                       | 5                                       | 4                                       | 22                                      |                                         |
| 1956                                    | Geen deelname                           | Geen deelname                           | Geen deelname                           | Geen deelname                           | Geen deelname                           | Geen deelname                           | Geen deelname                           |                                         |
| 1957                                    | Zevende                                 | 6                                       | 0                                       | 1                                       | 5                                       | 7                                       | 23                                      |                                         |
| 1959                                    | Geen deelname                           | Geen deelname                           | Geen deelname                           | Geen deelname                           | Geen deelname                           | Geen deelname                           | Geen deelname                           |                                         |
| 1959                                    | Vierde                                  | 4                                       | 1                                       | 1                                       | 2                                       | 5                                       | 9                                       |                                         |
| 1963                                    | Zesde                                   | 6                                       | 1                                       | 2                                       | 3                                       | 14                                      | 18                                      |                                         |
| 1967                                    | Niet gekwalificeerd                     | Niet gekwalificeerd                     | Niet gekwalificeerd                     | Niet gekwalificeerd                     | Niet gekwalificeerd                     | Niet gekwalificeerd                     | Niet gekwalificeerd                     |                                         |
| 1975                                    | Groepsfase                              | 4                                       | 0                                       | 1                                       | 3                                       | 4                                       | 10                                      |                                         |
| 1979                                    | Groepsfase                              | 4                                       | 1                                       | 0                                       | 3                                       | 4                                       | 7                                       |                                         |

| Zuid-Amerikaans kampioenschap overzicht | Zuid-Amerikaans kampioenschap overzicht | Zuid-Amerikaans kampioenschap overzicht | Zuid-Amerikaans kampioenschap overzicht | Zuid-Amerikaans kampioenschap overzicht | Zuid-Amerikaans kampioenschap overzicht | Zuid-Amerikaans kampioenschap overzicht | Zuid-Amerikaans kampioenschap overzicht | Zuid-Amerikaans kampioenschap overzicht |
| Jaar                                    | Ronde                                   | Wed.                                    | W                                       | G                                       | V                                       | DV                                      | DT                                      |                                         |
| --------------------------------------- | --------------------------------------- | --------------------------------------- | --------------------------------------- | --------------------------------------- | --------------------------------------- | --------------------------------------- | --------------------------------------- | --------------------------------------- |
| 1983                                    | Groepsfase                              | 4                                       | 0                                       | 2                                       | 2                                       | 4                                       | 10                                      |                                         |
| 1987                                    | Groepsfase                              | 2                                       | 0                                       | 1                                       | 1                                       | 1                                       | 4                                       |                                         |
| 1989                                    | Groepsfase                              | 4                                       | 1                                       | 2                                       | 1                                       | 2                                       | 2                                       |                                         |
| 1991                                    | Groepsfase                              | 4                                       | 1                                       | 1                                       | 2                                       | 6                                       | 5                                       |                                         |
| 1993                                    | Vierde                                  | 6                                       | 4                                       | 0                                       | 2                                       | 13                                      | 5                                       |                                         |
| 1995                                    | Groepsfase                              | 3                                       | 1                                       | 0                                       | 2                                       | 2                                       | 3                                       |                                         |
| 1997                                    | Kwartfinale                             | 4                                       | 2                                       | 2                                       | 0                                       | 5                                       | 2                                       |                                         |
| 1999                                    | Groepsfase                              | 3                                       | 0                                       | 0                                       | 3                                       | 3                                       | 7                                       |                                         |
| 2001                                    | Groepsfase                              | 3                                       | 1                                       | 9                                       | 2                                       | 5                                       | 5                                       |                                         |
| 2004                                    | Groepsfase                              | 3                                       | 0                                       | 0                                       | 3                                       | 3                                       | 10                                      |                                         |
| 2007                                    | Groepsfase                              | 3                                       | 0                                       | 0                                       | 3                                       | 3                                       | 6                                       |                                         |
| 2011                                    | Groepsfase                              | 3                                       | 0                                       | 1                                       | 2                                       | 2                                       | 5                                       |                                         |
| 2015                                    | Groepsfase                              | 3                                       | 1                                       | 0                                       | 2                                       | 4                                       | 6                                       |                                         |
| 2016                                    | Kwartfinale                             | 4                                       | 1                                       | 2                                       | 1                                       | 7                                       | 4                                       |                                         |
| 2019                                    | Groepsfase                              | 3                                       | 0                                       | 1                                       | 2                                       | 2                                       | 7                                       |                                         |
| 2021                                    | Kwartfinale                             | 5                                       | 0                                       | 3                                       | 2                                       | 5                                       | 9                                       |                                         |
| 2024                                    | Kwartfinale                             | 4                                       | 1                                       | 2                                       | 1                                       | 5                                       | 4                                       |                                         |

### CONCACAF Gold Cup
Ecuador was in 2002 een van de uitgenodigde landen van buiten de CONCACAF. Op dat toernooi kwam Ecuador terecht in een poule met Canada en Haïti. De eerste wedstrijd was tegen Haïti. De wedstrijd werd verloren met 0–2. De tweede wedstrijd was tegen Canada. Deze wedstrijd werd gewonnen met 2–0 door twee doelpunten van Álex Aguinaga. Omdat alle landen in deze poule precies gelijk eindigden werd er geloot. Ecuador werd laatste in de poule door deze loting.
| CONCACAF Gold Cup overzicht | CONCACAF Gold Cup overzicht | CONCACAF Gold Cup overzicht | CONCACAF Gold Cup overzicht | CONCACAF Gold Cup overzicht | CONCACAF Gold Cup overzicht | CONCACAF Gold Cup overzicht | CONCACAF Gold Cup overzicht | CONCACAF Gold Cup overzicht |
| Jaar                        | Ronde                       | Wed.                        | W                           | G                           | V                           | DV                          | DT                          |                             |
| --------------------------- | --------------------------- | --------------------------- | --------------------------- | --------------------------- | --------------------------- | --------------------------- | --------------------------- | --------------------------- |
| 2002                        | Groepsfase                  | 2                           | 1                           | 0                           | 1                           | 2                           | 2                           |                             |

## Huidige selectie
De volgende spelers werden opgenomen in de selectie voor het WK 2022.
Interlands en doelpunten bijgewerkt tot en met de wedstrijd tegen  Irak op 12 november 2022.
| Nr.         | Naam                | Wed. | Dlpnt. | Club                    |
| ----------- | ------------------- | ---- | ------ | ----------------------- |
| Doel        |                     |      |        |                         |
|             | Alexander Domínguez | 68   | 0      | LDU Quito               |
|             | Hernán Galíndez     | 12   | 0      | Aucas                   |
|             | Moisés Ramírez      | 2    | 0      | Independiente del Valle |
| Verdediging |                     |      |        |                         |
|             | Robert Arboleda     | 33   | 2      | São Paulo               |
|             | Pervis Estupiñán    | 28   | 3      | Brighton & Hove Albion  |
|             | Ángelo Preciado     | 25   | 0      | KRC Genk                |
|             | Piero Hincapié      | 21   | 1      | Bayer Leverkusen        |
|             | Xavier Arreaga      | 18   | 1      | Seattle Sounders        |
|             | Félix Torres        | 17   | 2      | Santos Laguna           |
|             | Diego Palacios      | 12   | 0      | Los Angeles             |
|             | Jackson Porozo      | 5    | 0      | Troyes                  |
|             | William Pacho       | 0    | 0      | Antwerp                 |
| Middenveld  |                     |      |        |                         |
|             | Ángel Mena          | 46   | 7      | Club León               |
|             | Carlos Gruezo       | 45   | 1      | FC Augsburg             |
|             | Sebas Méndez        | 32   | 0      | Los Angeles             |
|             | Gonzalo Plata       | 30   | 5      | Real Valladolid         |
|             | Moisés Caicedo      | 25   | 2      | Brighton & Hove Albion  |
|             | Alan Franco         | 25   | 1      | Atlético Talleres       |
|             | José Cifuentes      | 11   | 0      | Los Angeles             |
|             | Jeremy Sarmiento    | 9    | 0      | Brighton & Hove Albion  |
|             | Kevin Rodríguez     | 1    | 0      | Imbabura                |
| Aanval      |                     |      |        |                         |
|             | Enner Valencia      | 74   | 35     | Fenerbahçe              |
|             | Michael Estrada     | 35   | 8      | Cruz Azul               |
|             | Romario Ibarra      | 25   | 3      | Pachuca                 |
|             | Ayrton Preciado     | 25   | 3      | Santos Laguna           |
|             | Djorkaeff Reasco    | 4    | 0      | Newell's Old Boys       |

## Bondscoaches
- Bijgewerkt tot en met de WK-kwalificatiewedstrijd tegen  Colombia (0–2) op 28 maart 2017

| Naam                 | Van              | Tot               | Duels | W  | G  | V  |
| -------------------- | ---------------- | ----------------- | ----- | -- | -- | -- |
| Enrique Lamas        | 8 augustus 1938  | 22 augustus 1938  | 5     | 1  | 1  | 3  |
| Ramón Unamuno        | 15 januari 1939  | 12 februari 1939  | 4     | 0  | 0  | 4  |
| Juan Parodi          | 2 februari 1941  | 5 februari 1942   | 10    | 0  | 0  | 10 |
| Rodolfo Orlandini    | 14 januari 1945  | 21 februari 1945  | 6     | 0  | 1  | 5  |
| Ramón Unamuno        | 30 november 1947 | 29 december 1947  | 7     | 0  | 3  | 4  |
| José Planas          | 3 april 1949     | 3 mei 1949        | 7     | 1  | 0  | 6  |
| Gregorio Esperón     | 28 februari 1953 | 23 maart 1953     | 6     | 0  | 2  | 4  |
| José María Díaz      | 27 februari 1955 | 23 maart 1955     | 5     | 0  | 0  | 5  |
| Eduardo Spandre      | 7 maart 1957     | 1 april 1957      | 6     | 0  | 1  | 5  |
| Juan López           | 6 december 1959  | 17 december 1960  | 7     | 1  | 1  | 5  |
| Fausto Montalván     | 10 maart 1963    | 31 maart 1963     | 6     | 1  | 2  | 3  |
| José María Rodríguez | 20 juli 1965     | 12 oktober 1965   | 5     | 2  | 1  | 2  |
| Fausto Montalván     | 21 december 1966 | 28 december 1966  | 2     | 0  | 1  | 1  |
| José Gomes           | 22 juni 1969     | 3 augustus 1969   | 5     | 1  | 1  | 3  |
| Ernesto Guerra       | 29 april 1970    | 24 mei 1970       | 2     | 0  | 0  | 2  |
| Jorge Lazo           | 11 juni 1972     | 21 juni 1972      | 4     | 0  | 1  | 3  |
| Roberto Resquín      | 18 februari 1973 | 8 juli 1973       | 10    | 1  | 6  | 3  |
| Roque Máspoli        | 22 juni 1975     | 20 maart 1977     | 19    | 5  | 4  | 10 |
| Héctor Morales       | 13 juni 1979     | 16 september 1979 | 8     | 3  | 1  | 4  |
| Otto Vieira          | 27 januari 1981  | 14 februari 1981  | 2     | 0  | 0  | 2  |
| Juan Eduardo Hohberg | 17 mei 1981      | 14 juni 1981      | 4     | 1  | 1  | 2  |
| Ernesto Guerra       | 26 juli 1983     | 7 september 1983  | 6     | 0  | 4  | 2  |
| Antoninho Ferreira   | 30 november 1984 | 31 maart 1985     | 15    | 3  | 5  | 7  |
| Luis Grimaldi        | 18 november 1986 | 4 juli 1987       | 13    | 2  | 5  | 6  |
| Dušan Drašković      | 2 juni 1988      | 19 september 1993 | 56    | 17 | 17 | 22 |
| Carlos Torres        | 25 mei 1994      | 5 juni 1994       | 2     | 2  | 0  | 0  |
| Carlos Ron           | 17 augustus 1994 | 21 september 1994 | 2     | 0  | 1  | 1  |
| Francisco Maturana   | 24 mei 1995      | 8 juni 1997       | 34    | 16 | 6  | 12 |
| Luis Fernando Suárez | 11 juni 1997     | 22 juni 1997      | 4     | 2  | 2  | 0  |
| Francisco Maturana   | 6 juli 1997      | 16 november 1997  | 7     | 3  | 1  | 3  |
| Polo Carrera         | 14 oktober 1998  | 14 oktober 1998   | 1     | 0  | 0  | 1  |
| Carlos Sevilla       | 28 januari 1999  | 7 juli 1999       | 15    | 3  | 6  | 6  |
| Hernán Darío Gómez   | 12 oktober 1999  | 13 juli 2004      | 66    | 24 | 18 | 24 |
| Luis Fernando Suárez | 5 september 2004 | 17 november 2007  | 51    | 17 | 9  | 25 |
| Sixto Vizuete        | 21 november 2007 | 11 juli 2010      | 25    | 9  | 7  | 9  |
| Reinaldo Rueda       | 10 augustus 2010 | 25 juni 2014      | 45    | 18 | 15 | 12 |
| Sixto Vizuete        | 23 juli 2014     | 28 januari 2015   | 4     | 2  | 1  | 1  |
| Gustavo Quinteros    | 29 januari 2015  |                   | 27    | 10 | 5  | 12 |

## FIFA-wereldranglijst[1]
| 1993 | 1994 | 1995 | 1996 | 1997 | 1998 | 1999 | 2000 | 2001 | 2002 | 2003 | 2004 | 2005 | 2006 | 2007 | 2008 | 2009 | 2010 | 2011 | 2012 | 2013 | 2014 | 2015 | 2016 | 2017 | 2018 | 2022 |
| ---- | ---- | ---- | ---- | ---- | ---- | ---- | ---- | ---- | ---- | ---- | ---- | ---- | ---- | ---- | ---- | ---- | ---- | ---- | ---- | ---- | ---- | ---- | ---- | ---- | ---- | ---- |
| 48   | 55   | 55   | 33   | 28   | 63   | 65   | 54   | 37   | 31   | 37   | 39   | 37   | 30   | 56   | 36   | 37   | 53   | 42   | 13   | 23   | 26   | 13   | 20   | 70   | 57   | 44   |

## Selecties

### Wereldkampioenschap
| Selectie van Ecuador bij het Wereldkampioenschap 2002 | Selectie van Ecuador bij het Wereldkampioenschap 2002 | Selectie van Ecuador bij het Wereldkampioenschap 2002 | Selectie van Ecuador bij het Wereldkampioenschap 2002 | Selectie van Ecuador bij het Wereldkampioenschap 2002 | Selectie van Ecuador bij het Wereldkampioenschap 2002 | Selectie van Ecuador bij het Wereldkampioenschap 2002 | Selectie van Ecuador bij het Wereldkampioenschap 2002 | Selectie van Ecuador bij het Wereldkampioenschap 2002 |
| №                                                     | Naam                                                  | Wed.                                                  | Dlpnt.                                                | Club                                                  |                                                       |                                                       |                                                       |                                                       |
| ----------------------------------------------------- | ----------------------------------------------------- | ----------------------------------------------------- | ----------------------------------------------------- | ----------------------------------------------------- | ----------------------------------------------------- | ----------------------------------------------------- | ----------------------------------------------------- | ----------------------------------------------------- |
| Doel                                                  |                                                       |                                                       |                                                       |                                                       |                                                       |                                                       |                                                       |                                                       |
| 1                                                     | José Cevallos                                         | 62                                                    | 0                                                     | Barcelona SC                                          |                                                       |                                                       |                                                       |                                                       |
| 12                                                    | Oswaldo Ibarra                                        | 21                                                    | 0                                                     | CD El Nacional                                        |                                                       |                                                       |                                                       |                                                       |
| 22                                                    | Daniel Viteri                                         | 0                                                     | 0                                                     | CS Emelec                                             |                                                       |                                                       |                                                       |                                                       |
| Verdediging                                           |                                                       |                                                       |                                                       |                                                       |                                                       |                                                       |                                                       |                                                       |
| 2                                                     | Augusto Poroso                                        | 26                                                    | 0                                                     | CS Emelec                                             |                                                       |                                                       |                                                       |                                                       |
| 3                                                     | Iván Hurtado                                          | 90                                                    | 4                                                     | Barcelona SC                                          |                                                       |                                                       |                                                       |                                                       |
| 6                                                     | Raúl Guerrón                                          | 23                                                    | 0                                                     | Deportivo Quito                                       |                                                       |                                                       |                                                       |                                                       |
| 8                                                     | Luis Gómez                                            | 8                                                     | 1                                                     | Barcelona SC                                          |                                                       |                                                       |                                                       |                                                       |
| 15                                                    | Marlon Ayoví                                          | 2                                                     | 0                                                     | Deportivo Quito                                       |                                                       |                                                       |                                                       |                                                       |
| 17                                                    | Giovanny Espinoza                                     | 19                                                    | 1                                                     | SD Aucas                                              |                                                       |                                                       |                                                       |                                                       |
| 23                                                    | Walter Ayoví                                          | 2                                                     | 0                                                     | CS Emelec                                             |                                                       |                                                       |                                                       |                                                       |
| Middenveld                                            |                                                       |                                                       |                                                       |                                                       |                                                       |                                                       |                                                       |                                                       |
| 4                                                     | Ulises de la Cruz                                     | 52                                                    | 3                                                     | Hibernian                                             |                                                       |                                                       |                                                       |                                                       |
| 5                                                     | Alfonso Obregón                                       | 40                                                    | 0                                                     | LDU Quito                                             |                                                       |                                                       |                                                       |                                                       |
| 7                                                     | Nicolas Asencio                                       | 4                                                     | 0                                                     | Barcelona SC                                          |                                                       |                                                       |                                                       |                                                       |
| 10                                                    | Álex Aguinaga                                         | 92                                                    | 20                                                    | Club Necaxa                                           |                                                       |                                                       |                                                       |                                                       |
| 14                                                    | Juan Carlos Burbano                                   | 18                                                    | 0                                                     | CD El Nacional                                        |                                                       |                                                       |                                                       |                                                       |
| 16                                                    | Kléber Chalá                                          | 64                                                    | 6                                                     | CD El Nacional                                        |                                                       |                                                       |                                                       |                                                       |
| 19                                                    | Edison Méndez                                         | 24                                                    | 2                                                     | Deportivo Quito                                       |                                                       |                                                       |                                                       |                                                       |
| 20                                                    | Edwin Tenorio                                         | 33                                                    | 0                                                     | Barcelona SC                                          |                                                       |                                                       |                                                       |                                                       |
| 21                                                    | Wellington Sánchez                                    | 35                                                    | 3                                                     | CS Emelec                                             |                                                       |                                                       |                                                       |                                                       |
| Aanval                                                |                                                       |                                                       |                                                       |                                                       |                                                       |                                                       |                                                       |                                                       |
| 9                                                     | Iván Kaviedes                                         | 26                                                    | 10                                                    | Barcelona SC                                          |                                                       |                                                       |                                                       |                                                       |
| 11                                                    | Agustín Delgado                                       | 46                                                    | 21                                                    | Southampton                                           |                                                       |                                                       |                                                       |                                                       |
| 13                                                    | Ángel Fernández                                       | 68                                                    | 12                                                    | CD El Nacional                                        |                                                       |                                                       |                                                       |                                                       |
| 18                                                    | Carlos Tenorio                                        | 9                                                     | 2                                                     | LDU Quito                                             |                                                       |                                                       |                                                       |                                                       |
| Bondscoach: Hernán Darío Gómez                        |                                                       |                                                       |                                                       |                                                       |                                                       |                                                       |                                                       |                                                       |

| Selectie van Ecuador bij het Wereldkampioenschap 2006 | Selectie van Ecuador bij het Wereldkampioenschap 2006 | Selectie van Ecuador bij het Wereldkampioenschap 2006 | Selectie van Ecuador bij het Wereldkampioenschap 2006 | Selectie van Ecuador bij het Wereldkampioenschap 2006 | Selectie van Ecuador bij het Wereldkampioenschap 2006 | Selectie van Ecuador bij het Wereldkampioenschap 2006 | Selectie van Ecuador bij het Wereldkampioenschap 2006 | Selectie van Ecuador bij het Wereldkampioenschap 2006 |
| №                                                     | Naam                                                  | Wed.                                                  | Dlpnt.                                                | Club                                                  |                                                       |                                                       |                                                       |                                                       |
| ----------------------------------------------------- | ----------------------------------------------------- | ----------------------------------------------------- | ----------------------------------------------------- | ----------------------------------------------------- | ----------------------------------------------------- | ----------------------------------------------------- | ----------------------------------------------------- | ----------------------------------------------------- |
| Doel                                                  |                                                       |                                                       |                                                       |                                                       |                                                       |                                                       |                                                       |                                                       |
| 1                                                     | Edwin Villafuerte                                     |                                                       |                                                       | Deportivo Quito                                       |                                                       |                                                       |                                                       |                                                       |
| 12                                                    | Cristian Mora                                         |                                                       |                                                       | LDU Quito                                             |                                                       |                                                       |                                                       |                                                       |
| 22                                                    | Damián Lanza                                          |                                                       |                                                       | SD Aucas                                              |                                                       |                                                       |                                                       |                                                       |
| Verdediging                                           |                                                       |                                                       |                                                       |                                                       |                                                       |                                                       |                                                       |                                                       |
| 2                                                     | Jorge Guagua                                          |                                                       |                                                       | CD El Nacional                                        |                                                       |                                                       |                                                       |                                                       |
| 3                                                     | Iván Hurtado                                          |                                                       |                                                       | Al-Arabi                                              |                                                       |                                                       |                                                       |                                                       |
| 5                                                     | José Perlaza                                          |                                                       |                                                       | CD Olmedo                                             |                                                       |                                                       |                                                       |                                                       |
| 13                                                    | Paúl Ambrosi                                          |                                                       |                                                       | LDU Quito                                             |                                                       |                                                       |                                                       |                                                       |
| 15                                                    | Marlon Ayoví                                          |                                                       |                                                       | Deportivo Quito                                       |                                                       |                                                       |                                                       |                                                       |
| 17                                                    | Giovanny Espinoza                                     |                                                       |                                                       | LDU Quito                                             |                                                       |                                                       |                                                       |                                                       |
| 18                                                    | Neicer Reasco                                         |                                                       |                                                       | LDU Quito                                             |                                                       |                                                       |                                                       |                                                       |
| Middenveld                                            |                                                       |                                                       |                                                       |                                                       |                                                       |                                                       |                                                       |                                                       |
| 4                                                     | Ulises de la Cruz                                     |                                                       |                                                       | Aston Villa                                           |                                                       |                                                       |                                                       |                                                       |
| 6                                                     | Patricio Urrutia                                      |                                                       |                                                       | LDU Quito                                             |                                                       |                                                       |                                                       |                                                       |
| 7                                                     | Cristian Lara                                         |                                                       |                                                       | CD El Nacional                                        |                                                       |                                                       |                                                       |                                                       |
| 8                                                     | Edison Méndez                                         |                                                       |                                                       | LDU Quito                                             |                                                       |                                                       |                                                       |                                                       |
| 14                                                    | Segundo Castillo                                      |                                                       |                                                       | CD El Nacional                                        |                                                       |                                                       |                                                       |                                                       |
| 16                                                    | Antonio Valencia                                      |                                                       |                                                       | Recreativo Huelva                                     |                                                       |                                                       |                                                       |                                                       |
| 19                                                    | Luis Saritama                                         |                                                       |                                                       | Deportivo Quito                                       |                                                       |                                                       |                                                       |                                                       |
| 20                                                    | Edwin Tenorio                                         |                                                       |                                                       | Barcelona SC                                          |                                                       |                                                       |                                                       |                                                       |
| Aanval                                                |                                                       |                                                       |                                                       |                                                       |                                                       |                                                       |                                                       |                                                       |
| 9                                                     | Félix Borja                                           |                                                       |                                                       | CD El Nacional                                        |                                                       |                                                       |                                                       |                                                       |
| 10                                                    | Iván Kaviedes                                         |                                                       |                                                       | Argentinos Juniors                                    |                                                       |                                                       |                                                       |                                                       |
| 11                                                    | Agustín Delgado                                       |                                                       |                                                       | LDU Quito                                             |                                                       |                                                       |                                                       |                                                       |
| 21                                                    | Carlos Tenorio                                        |                                                       |                                                       | Al-Sadd                                               |                                                       |                                                       |                                                       |                                                       |
| 23                                                    | Cristian Benítez                                      |                                                       |                                                       | CD El Nacional                                        |                                                       |                                                       |                                                       |                                                       |
| Bondscoach: Luis Fernando Suárez                      |                                                       |                                                       |                                                       |                                                       |                                                       |                                                       |                                                       |                                                       |

| Selectie van Ecuador bij het Wereldkampioenschap 2014 | Selectie van Ecuador bij het Wereldkampioenschap 2014 | Selectie van Ecuador bij het Wereldkampioenschap 2014 | Selectie van Ecuador bij het Wereldkampioenschap 2014 | Selectie van Ecuador bij het Wereldkampioenschap 2014 | Selectie van Ecuador bij het Wereldkampioenschap 2014 | Selectie van Ecuador bij het Wereldkampioenschap 2014 | Selectie van Ecuador bij het Wereldkampioenschap 2014 | Selectie van Ecuador bij het Wereldkampioenschap 2014 |
| №                                                     | Naam                                                  | Wed.                                                  | Dlpnt.                                                | Club                                                  |                                                       |                                                       |                                                       |                                                       |
| ----------------------------------------------------- | ----------------------------------------------------- | ----------------------------------------------------- | ----------------------------------------------------- | ----------------------------------------------------- | ----------------------------------------------------- | ----------------------------------------------------- | ----------------------------------------------------- | ----------------------------------------------------- |
| Doel                                                  |                                                       |                                                       |                                                       |                                                       |                                                       |                                                       |                                                       |                                                       |
| 1                                                     | Máximo Banguera                                       |                                                       |                                                       | Barcelona SC                                          |                                                       |                                                       |                                                       |                                                       |
| 12                                                    | Adrián Bone                                           |                                                       |                                                       | CD El Nacional                                        |                                                       |                                                       |                                                       |                                                       |
| 22                                                    | Alexander Domínguez                                   |                                                       |                                                       | LDU Quito                                             |                                                       |                                                       |                                                       |                                                       |
| Verdediging                                           |                                                       |                                                       |                                                       |                                                       |                                                       |                                                       |                                                       |                                                       |
| 2                                                     | Jorge Guagua                                          |                                                       |                                                       | CS Emelec                                             |                                                       |                                                       |                                                       |                                                       |
| 3                                                     | Frickson Erazo                                        |                                                       |                                                       | CR Flamengo                                           |                                                       |                                                       |                                                       |                                                       |
| 4                                                     | Juan Paredes                                          |                                                       |                                                       | Barcelona SC                                          |                                                       |                                                       |                                                       |                                                       |
| 18                                                    | Oscar Bagüí                                           |                                                       |                                                       | CS Emelec                                             |                                                       |                                                       |                                                       |                                                       |
| 21                                                    | Gabriel Achilier                                      |                                                       |                                                       | CS Emelec                                             |                                                       |                                                       |                                                       |                                                       |
| Middenveld                                            |                                                       |                                                       |                                                       |                                                       |                                                       |                                                       |                                                       |                                                       |
| 6                                                     | Christian Noboa                                       |                                                       |                                                       | Dinamo Moskou                                         |                                                       |                                                       |                                                       |                                                       |
| 7                                                     | Jefferson Montero                                     |                                                       |                                                       | Monarcas Morelia                                      |                                                       |                                                       |                                                       |                                                       |
| 8                                                     | Edison Méndez                                         |                                                       |                                                       | Santa Fe                                              |                                                       |                                                       |                                                       |                                                       |
| 10                                                    | Walter Ayoví                                          |                                                       |                                                       | CF Pachuca                                            |                                                       |                                                       |                                                       |                                                       |
| 13                                                    | Enner Valencia                                        |                                                       |                                                       | CF Pachuca                                            |                                                       |                                                       |                                                       |                                                       |
| 14                                                    | Oswaldo Minda                                         |                                                       |                                                       | Chivas USA                                            |                                                       |                                                       |                                                       |                                                       |
| 15                                                    | Michael Arroyo                                        |                                                       |                                                       | CF Atlante                                            |                                                       |                                                       |                                                       |                                                       |
| 16                                                    | Luis Antonio Valencia                                 |                                                       |                                                       | Manchester United                                     |                                                       |                                                       |                                                       |                                                       |
| 19                                                    | Luis Saritama                                         |                                                       |                                                       | Barcelona SC                                          |                                                       |                                                       |                                                       |                                                       |
| 20                                                    | Fidel Martínez                                        |                                                       |                                                       | Club Tijuana                                          |                                                       |                                                       |                                                       |                                                       |
| 23                                                    | Carlos Gruezo                                         |                                                       |                                                       | VfB Stuttgart                                         |                                                       |                                                       |                                                       |                                                       |
| Aanval                                                |                                                       |                                                       |                                                       |                                                       |                                                       |                                                       |                                                       |                                                       |
| 5                                                     | Renato Ibarra                                         |                                                       |                                                       | Vitesse                                               |                                                       |                                                       |                                                       |                                                       |
| 9                                                     | Joao Rojas                                            |                                                       |                                                       | Cruz Azul                                             |                                                       |                                                       |                                                       |                                                       |
| 11                                                    | Felipe Caicedo                                        |                                                       |                                                       | Al-Jazira Club                                        |                                                       |                                                       |                                                       |                                                       |
| 17                                                    | Jaime Ayoví                                           |                                                       |                                                       | Club Tijuana                                          |                                                       |                                                       |                                                       |                                                       |
| Bondscoach: Reinaldo Rueda                            |                                                       |                                                       |                                                       |                                                       |                                                       |                                                       |                                                       |                                                       |

### Copa América
| Selectie van Ecuador bij de Copa América 1993 | Selectie van Ecuador bij de Copa América 1993 | Selectie van Ecuador bij de Copa América 1993 | Selectie van Ecuador bij de Copa América 1993 | Selectie van Ecuador bij de Copa América 1993 | Selectie van Ecuador bij de Copa América 1993 | Selectie van Ecuador bij de Copa América 1993 | Selectie van Ecuador bij de Copa América 1993 | Selectie van Ecuador bij de Copa América 1993 |
| №                                             | Naam                                          | Wed.                                          | Dlpnt.                                        | Club                                          |                                               |                                               |                                               |                                               |
| --------------------------------------------- | --------------------------------------------- | --------------------------------------------- | --------------------------------------------- | --------------------------------------------- | --------------------------------------------- | --------------------------------------------- | --------------------------------------------- | --------------------------------------------- |
| Doel                                          |                                               |                                               |                                               |                                               |                                               |                                               |                                               |                                               |
| 1                                             | Jacinto Espinoza                              |                                               |                                               | Delfín Sporting Club                          |                                               |                                               |                                               |                                               |
| 12                                            | Victor Mendoza                                |                                               |                                               | Barcelona SC                                  |                                               |                                               |                                               |                                               |
| Verdediging                                   |                                               |                                               |                                               |                                               |                                               |                                               |                                               |                                               |
| 2                                             | Jimmy Montanero                               |                                               |                                               | Barcelona SC                                  |                                               |                                               |                                               |                                               |
| 3                                             | Hólger Quiñónez                               |                                               |                                               | União Madeira                                 |                                               |                                               |                                               |                                               |
| 4                                             | Byron Tenorio                                 |                                               |                                               | Barcelona SC                                  |                                               |                                               |                                               |                                               |
| 6                                             | Luis Capurro                                  |                                               |                                               | Cerro Porteño                                 |                                               |                                               |                                               |                                               |
| 8                                             | Nixon Carcelen                                |                                               |                                               | Deportivo Quito                               |                                               |                                               |                                               |                                               |
| 13                                            | Máximo Tenorio                                |                                               |                                               | CS Emelec                                     |                                               |                                               |                                               |                                               |
| 18                                            | Dannes Coronel                                |                                               |                                               | CS Emelec                                     |                                               |                                               |                                               |                                               |
| 20                                            | Iván Hurtado                                  |                                               |                                               | CS Emelec                                     |                                               |                                               |                                               |                                               |
| Middenveld                                    |                                               |                                               |                                               |                                               |                                               |                                               |                                               |                                               |
| 5                                             | Héctor Carabalí                               |                                               |                                               | Barcelona SC                                  |                                               |                                               |                                               |                                               |
| 10                                            | Álex Aguinaga                                 |                                               |                                               | Club Necaxa                                   |                                               |                                               |                                               |                                               |
| 15                                            | José Gavica                                   |                                               |                                               | Barcelona SC                                  |                                               |                                               |                                               |                                               |
| 16                                            | Cléber Chalá                                  |                                               |                                               | El Nacional                                   |                                               |                                               |                                               |                                               |
| 17                                            | Eduardo Zambrano                              |                                               |                                               | LDU Quito                                     |                                               |                                               |                                               |                                               |
| Aanval                                        |                                               |                                               |                                               |                                               |                                               |                                               |                                               |                                               |
| 7                                             | Carlos Muñoz                                  |                                               |                                               | Barcelona SC                                  |                                               |                                               |                                               |                                               |
| 9                                             | Eduardo Hurtado                               |                                               |                                               | Colo-Colo                                     |                                               |                                               |                                               |                                               |
| 11                                            | Ángel Fernández                               |                                               |                                               | CS Emelec                                     |                                               |                                               |                                               |                                               |
| 14                                            | Raúl Avilés                                   |                                               |                                               | Barcelona SC                                  |                                               |                                               |                                               |                                               |
| 19                                            | Luis Chérrez                                  |                                               |                                               | El Nacional                                   |                                               |                                               |                                               |                                               |
| Bondscoach: Dušan Drašković                   |                                               |                                               |                                               |                                               |                                               |                                               |                                               |                                               |

| Selectie van Ecuador bij de Copa América 1995 | Selectie van Ecuador bij de Copa América 1995 | Selectie van Ecuador bij de Copa América 1995 | Selectie van Ecuador bij de Copa América 1995 | Selectie van Ecuador bij de Copa América 1995 | Selectie van Ecuador bij de Copa América 1995 | Selectie van Ecuador bij de Copa América 1995 | Selectie van Ecuador bij de Copa América 1995 | Selectie van Ecuador bij de Copa América 1995 |
| №                                             | Naam                                          | Wed.                                          | Dlpnt.                                        | Club                                          |                                               |                                               |                                               |                                               |
| --------------------------------------------- | --------------------------------------------- | --------------------------------------------- | --------------------------------------------- | --------------------------------------------- | --------------------------------------------- | --------------------------------------------- | --------------------------------------------- | --------------------------------------------- |
| Doel                                          |                                               |                                               |                                               |                                               |                                               |                                               |                                               |                                               |
| 1                                             | José Cevallos                                 |                                               |                                               | Barcelona SC                                  |                                               |                                               |                                               |                                               |
| 12                                            | Carlos Morales                                |                                               |                                               | CA Independiente                              |                                               |                                               |                                               |                                               |
| 22                                            | Jacinto Espinoza                              |                                               |                                               | CS Emelec                                     |                                               |                                               |                                               |                                               |
| Verdediging                                   |                                               |                                               |                                               |                                               |                                               |                                               |                                               |                                               |
| 2                                             | Juan Guamán                                   |                                               |                                               | LDU Quito                                     |                                               |                                               |                                               |                                               |
| 3                                             | Máximo Tenorio                                |                                               |                                               | CS Emelec                                     |                                               |                                               |                                               |                                               |
| 4                                             | Luis Capurro                                  |                                               |                                               | CS Emelec                                     |                                               |                                               |                                               |                                               |
| 5                                             | Iván Hurtado                                  |                                               |                                               | CS Emelec                                     |                                               |                                               |                                               |                                               |
| 6                                             | Nixon Carcelen                                |                                               |                                               | Deportivo Quito                               |                                               |                                               |                                               |                                               |
| 11                                            | Edwin Hurtado                                 |                                               |                                               | LDU Quito                                     |                                               |                                               |                                               |                                               |
| 14                                            | Raúl Noriega                                  |                                               |                                               | Barcelona SC                                  |                                               |                                               |                                               |                                               |
| 15                                            | Dannes Coronel                                |                                               |                                               | CS Emelec                                     |                                               |                                               |                                               |                                               |
| 16                                            | Hólger Quiñónez                               |                                               |                                               | União Madeira                                 |                                               |                                               |                                               |                                               |
| Middenveld                                    |                                               |                                               |                                               |                                               |                                               |                                               |                                               |                                               |
| 7                                             | Álex Aguinaga                                 |                                               |                                               | Club Necaxa                                   |                                               |                                               |                                               |                                               |
| 8                                             | Juan Carlos Garay                             |                                               |                                               | LDU Quito                                     |                                               |                                               |                                               |                                               |
| 10                                            | Ivo Ron                                       |                                               |                                               | CS Emelec                                     |                                               |                                               |                                               |                                               |
| 19                                            | Johnny León                                   |                                               |                                               | CA Green Cross                                |                                               |                                               |                                               |                                               |
| 21                                            | Héctor Carabalí                               |                                               |                                               | Barcelona SC                                  |                                               |                                               |                                               |                                               |
| Aanval                                        |                                               |                                               |                                               |                                               |                                               |                                               |                                               |                                               |
| 9                                             | Eduardo Hurtado                               |                                               |                                               | CS Emelec                                     |                                               |                                               |                                               |                                               |
| 13                                            | Nicolás Asencio                               |                                               |                                               | SD Aucas                                      |                                               |                                               |                                               |                                               |
| 17                                            | Energio Díaz                                  |                                               |                                               | Deportivo Cuenca                              |                                               |                                               |                                               |                                               |
| 18                                            | Diego Herrera                                 |                                               |                                               | LDU Quito                                     |                                               |                                               |                                               |                                               |
| 20                                            | José Marco Mora                               |                                               |                                               | Barcelona SC                                  |                                               |                                               |                                               |                                               |
| Bondscoach: Francisco Maturana                |                                               |                                               |                                               |                                               |                                               |                                               |                                               |                                               |

| Selectie van Ecuador bij de Copa América 2004 | Selectie van Ecuador bij de Copa América 2004 | Selectie van Ecuador bij de Copa América 2004 | Selectie van Ecuador bij de Copa América 2004 | Selectie van Ecuador bij de Copa América 2004 | Selectie van Ecuador bij de Copa América 2004 | Selectie van Ecuador bij de Copa América 2004 | Selectie van Ecuador bij de Copa América 2004 | Selectie van Ecuador bij de Copa América 2004 |
| №                                             | Naam                                          | Wed.                                          | Dlpnt.                                        | Club                                          |                                               |                                               |                                               |                                               |
| --------------------------------------------- | --------------------------------------------- | --------------------------------------------- | --------------------------------------------- | --------------------------------------------- | --------------------------------------------- | --------------------------------------------- | --------------------------------------------- | --------------------------------------------- |
| Doel                                          |                                               |                                               |                                               |                                               |                                               |                                               |                                               |                                               |
| 1                                             | Jacinto Espinoza                              |                                               |                                               | LDU Quito                                     |                                               |                                               |                                               |                                               |
| 12                                            | Oswaldo Ibarra                                |                                               |                                               | CD El Nacional                                |                                               |                                               |                                               |                                               |
| 22                                            | Damián Lanza                                  |                                               |                                               | Deportivo Cuenca                              |                                               |                                               |                                               |                                               |
| Verdediging                                   |                                               |                                               |                                               |                                               |                                               |                                               |                                               |                                               |
| 2                                             | Jorge Guagua                                  |                                               |                                               | CD El Nacional                                |                                               |                                               |                                               |                                               |
| 3                                             | Iván Hurtado                                  |                                               |                                               | CF Pachuca                                    |                                               |                                               |                                               |                                               |
| 6                                             | Paúl Ambrosi                                  |                                               |                                               | LDU Quito                                     |                                               |                                               |                                               |                                               |
| 15                                            | Marlon Ayoví                                  |                                               |                                               | Deportivo Quito                               |                                               |                                               |                                               |                                               |
| 17                                            | Giovanny Espinoza                             |                                               |                                               | LDU Quito                                     |                                               |                                               |                                               |                                               |
| 18                                            | Neicer Reasco                                 |                                               |                                               | LDU Quito                                     |                                               |                                               |                                               |                                               |
| Middenveld                                    |                                               |                                               |                                               |                                               |                                               |                                               |                                               |                                               |
| 4                                             | Ulises de la Cruz                             |                                               |                                               | Aston Villa                                   |                                               |                                               |                                               |                                               |
| 5                                             | Alfonso Obregón                               |                                               |                                               | LDU Quito                                     |                                               |                                               |                                               |                                               |
| 10                                            | Álex Aguinaga                                 |                                               |                                               | LDU Quito                                     |                                               |                                               |                                               |                                               |
| 13                                            | Luis Saritama                                 |                                               |                                               | Alianza Lima                                  |                                               |                                               |                                               |                                               |
| 16                                            | Kléber Chalá                                  |                                               |                                               | Deportivo Quito                               |                                               |                                               |                                               |                                               |
| 19                                            | Edison Méndez                                 |                                               |                                               | Santos Laguna                                 |                                               |                                               |                                               |                                               |
| 20                                            | Edwin Tenorio                                 |                                               |                                               | Barcelona SC                                  |                                               |                                               |                                               |                                               |
| 21                                            | Leonardo Soledispa                            |                                               |                                               | Barcelona SC                                  |                                               |                                               |                                               |                                               |
| Aanval                                        |                                               |                                               |                                               |                                               |                                               |                                               |                                               |                                               |
| 7                                             | Franklin Salas                                |                                               |                                               | LDU Quito                                     |                                               |                                               |                                               |                                               |
| 8                                             | Ebelio Ordonez                                |                                               |                                               | CD El Nacional                                |                                               |                                               |                                               |                                               |
| 9                                             | Gustavo Figueroa                              |                                               |                                               | SD Aucas                                      |                                               |                                               |                                               |                                               |
| 11                                            | Agustín Delgado                               |                                               |                                               | SD Aucas                                      |                                               |                                               |                                               |                                               |
| 14                                            | Jhonny Baldeón                                |                                               |                                               | Deportivo Quito                               |                                               |                                               |                                               |                                               |
| Bondscoach: Hernán Darío Gómez                |                                               |                                               |                                               |                                               |                                               |                                               |                                               |                                               |

| Selectie van Ecuador bij de Copa América 2007 | Selectie van Ecuador bij de Copa América 2007 | Selectie van Ecuador bij de Copa América 2007 | Selectie van Ecuador bij de Copa América 2007 | Selectie van Ecuador bij de Copa América 2007 | Selectie van Ecuador bij de Copa América 2007 | Selectie van Ecuador bij de Copa América 2007 | Selectie van Ecuador bij de Copa América 2007 | Selectie van Ecuador bij de Copa América 2007 |
| №                                             | Naam                                          | Wed.                                          | Dlpnt.                                        | Club                                          |                                               |                                               |                                               |                                               |
| --------------------------------------------- | --------------------------------------------- | --------------------------------------------- | --------------------------------------------- | --------------------------------------------- | --------------------------------------------- | --------------------------------------------- | --------------------------------------------- | --------------------------------------------- |
| Doel                                          |                                               |                                               |                                               |                                               |                                               |                                               |                                               |                                               |
| 1                                             | Marcelo Elizaga                               |                                               |                                               | CS Emelec                                     |                                               |                                               |                                               |                                               |
| 12                                            | Cristian Mora                                 |                                               |                                               | LDU Quito                                     |                                               |                                               |                                               |                                               |
| Verdediging                                   |                                               |                                               |                                               |                                               |                                               |                                               |                                               |                                               |
| 2                                             | Jorge Guagua                                  |                                               |                                               | CA Colón                                      |                                               |                                               |                                               |                                               |
| 3                                             | Iván Hurtado                                  |                                               |                                               | Atlético Nacional                             |                                               |                                               |                                               |                                               |
| 13                                            | Renán Calle                                   |                                               |                                               | LDU Quito                                     |                                               |                                               |                                               |                                               |
| 15                                            | Oscar Bagüí                                   |                                               |                                               | CD Olmedo                                     |                                               |                                               |                                               |                                               |
| 17                                            | Giovanny Espinoza                             |                                               |                                               | Vitesse                                       |                                               |                                               |                                               |                                               |
| 18                                            | Neicer Reasco                                 |                                               |                                               | São Paulo                                     |                                               |                                               |                                               |                                               |
| Middenveld                                    |                                               |                                               |                                               |                                               |                                               |                                               |                                               |                                               |
| 4                                             | Ulises de la Cruz                             |                                               |                                               | Reading                                       |                                               |                                               |                                               |                                               |
| 5                                             | Patricio Urrutia                              |                                               |                                               | LDU Quito                                     |                                               |                                               |                                               |                                               |
| 6                                             | Pedro Quiñónez                                |                                               |                                               | CD El Nacional                                |                                               |                                               |                                               |                                               |
| 7                                             | David Quiroz                                  |                                               |                                               | CD El Nacional                                |                                               |                                               |                                               |                                               |
| 8                                             | Edison Méndez                                 |                                               |                                               | PSV Eindhoven                                 |                                               |                                               |                                               |                                               |
| 14                                            | Segundo Castillo                              |                                               |                                               | Rode Ster Belgrado                            |                                               |                                               |                                               |                                               |
| 16                                            | Antonio Valencia                              |                                               |                                               | Wigan Athletic                                |                                               |                                               |                                               |                                               |
| 19                                            | Walter Ayoví                                  |                                               |                                               | CD El Nacional                                |                                               |                                               |                                               |                                               |
| 20                                            | Edwin Tenorio                                 |                                               |                                               | LDU Quito                                     |                                               |                                               |                                               |                                               |
| Aanval                                        |                                               |                                               |                                               |                                               |                                               |                                               |                                               |                                               |
| 9                                             | Félix Borja                                   |                                               |                                               | Olympiakos Piraeus                            |                                               |                                               |                                               |                                               |
| 10                                            | Felipe Caicedo                                |                                               |                                               | FC Basel                                      |                                               |                                               |                                               |                                               |
| 11                                            | Cristian Benítez                              |                                               |                                               | CD El Nacional                                |                                               |                                               |                                               |                                               |
| 21                                            | Carlos Tenorio                                |                                               |                                               | Al-Sadd                                       |                                               |                                               |                                               |                                               |
| 22                                            | Pablo Palacios                                |                                               |                                               | Deportivo Quito                               |                                               |                                               |                                               |                                               |
| Bondscoach: Luis Fernando Suárez              |                                               |                                               |                                               |                                               |                                               |                                               |                                               |                                               |

| Selectie van Ecuador bij de Copa América 2016 | Selectie van Ecuador bij de Copa América 2016 | Selectie van Ecuador bij de Copa América 2016 | Selectie van Ecuador bij de Copa América 2016 | Selectie van Ecuador bij de Copa América 2016 | Selectie van Ecuador bij de Copa América 2016 | Selectie van Ecuador bij de Copa América 2016 | Selectie van Ecuador bij de Copa América 2016 | Selectie van Ecuador bij de Copa América 2016 |
| №                                             | Naam                                          | Wed.                                          | Dlpnt.                                        | Club                                          |                                               |                                               |                                               |                                               |
| --------------------------------------------- | --------------------------------------------- | --------------------------------------------- | --------------------------------------------- | --------------------------------------------- | --------------------------------------------- | --------------------------------------------- | --------------------------------------------- | --------------------------------------------- |
| Doel                                          |                                               |                                               |                                               |                                               |                                               |                                               |                                               |                                               |
| 1                                             | Máximo Banguera                               |                                               |                                               | Barcelona SC                                  |                                               |                                               |                                               |                                               |
| 12                                            | Esteban Dreer                                 |                                               |                                               | CS Emelec                                     |                                               |                                               |                                               |                                               |
| 22                                            | Alexander Domínguez                           |                                               |                                               | LDU Quito                                     |                                               |                                               |                                               |                                               |
| Verdediging                                   |                                               |                                               |                                               |                                               |                                               |                                               |                                               |                                               |
| 2                                             | Arturo Mina                                   |                                               |                                               | Independiente del Valle                       |                                               |                                               |                                               |                                               |
| 3                                             | Frickson Erazo                                |                                               |                                               | Atlético Mineiro                              |                                               |                                               |                                               |                                               |
| 4                                             | Juan Paredes                                  |                                               |                                               | Watford FC                                    |                                               |                                               |                                               |                                               |
| 5                                             | Cristian Ramírez                              |                                               |                                               | Ferencvárosi TC                               |                                               |                                               |                                               |                                               |
| 20                                            | Robert Arboleda                               |                                               |                                               | CD Universidad Catolica                       |                                               |                                               |                                               |                                               |
| 21                                            | Gabriel Achilier                              |                                               |                                               | CS Emelec                                     |                                               |                                               |                                               |                                               |
| Middenveld                                    |                                               |                                               |                                               |                                               |                                               |                                               |                                               |                                               |
| 6                                             | Christian Noboa                               |                                               |                                               | FK Rostov                                     |                                               |                                               |                                               |                                               |
| 7                                             | Jefferson Montero                             |                                               |                                               | Swansea City                                  |                                               |                                               |                                               |                                               |
| 8                                             | Fernando Gaibor                               |                                               |                                               | CS Emelec                                     |                                               |                                               |                                               |                                               |
| 9                                             | Fidel Martínez                                |                                               |                                               | Pumas UNAM                                    |                                               |                                               |                                               |                                               |
| 10                                            | Walter Ayoví                                  |                                               |                                               | CF Monterrey                                  |                                               |                                               |                                               |                                               |
| 11                                            | Michael Arroyo                                |                                               |                                               | Club América                                  |                                               |                                               |                                               |                                               |
| 14                                            | Ángel Mena                                    |                                               |                                               | CS Emelec                                     |                                               |                                               |                                               |                                               |
| 15                                            | Pedro Larrea                                  |                                               |                                               | CD El Nacional                                |                                               |                                               |                                               |                                               |
| 16                                            | Antonio Valencia                              |                                               |                                               | Manchester United                             |                                               |                                               |                                               |                                               |
| 18                                            | Carlos Gruezo                                 |                                               |                                               | FC Dallas                                     |                                               |                                               |                                               |                                               |
| 19                                            | Juan Cazares                                  |                                               |                                               | Atlético Mineiro                              |                                               |                                               |                                               |                                               |
| 23                                            | Miller Bolaños                                |                                               |                                               | Grêmio                                        |                                               |                                               |                                               |                                               |
| Aanval                                        |                                               |                                               |                                               |                                               |                                               |                                               |                                               |                                               |
| 13                                            | Enner Valencia                                |                                               |                                               | West Ham United                               |                                               |                                               |                                               |                                               |
| 17                                            | Jaime Ayoví                                   |                                               |                                               | CD Godoy Cruz                                 |                                               |                                               |                                               |                                               |
| Bondscoach: Gustavo Quinteros                 |                                               |                                               |                                               |                                               |                                               |                                               |                                               |                                               |

FEF · A-internationals · Bondscoaches · Selecties · Statistieken · Ecuadoraans vrouwenelftal · Olympisch elftal · Ecuador U21 · Ecuador U20 · Ecuador U18 · Ecuador U17
1938 – 1949 ·
1950 – 1959 ·
1960 – 1969 ·
1970 – 1979 ·
1980 – 1989 ·
1990 – 1999 ·
2000 – 2009 ·
2010 – 2019 ·
2020 − 2029
WK 2002 · 
WK 2006 · 
WK 2014
1938 · 
1939 · 
1940 · 
1941 · 
1942 · 
1943 · 1944 · 
1945 · 
1946 · 
1947 · 
1948 · 
1949 · 
1950 · 1951 · 1952 · 
1953 · 
1954 · 
1955 · 
1956 · 
1957 · 
1958 · 
1959 · 
1960 · 
1961 · 1962 · 
1963 · 
1964 · 
1965 · 
1966 · 
1967 · 1968 · 
1969 · 
1970 · 
1971 · 
1972 · 
1973 · 
1974 · 
1975 · 
1976 · 
1977 · 
1978 · 
1979 · 
1980 · 
1981 · 
1982 · 
1983 · 
1984 · 
1985 · 
1986 · 
1987 · 
1988 · 
1989 · 
1990 · 
1991 · 
1992 · 
1993 · 
1994 · 
1995 · 
1996 · 
1997 · 
1998 · 
1999 · 
2000 · 
2001 · 
2002 · 
2003 · 
2004 · 
2005 · 
2006 · 
2007 · 
2008 · 
2009 · 
2010 · 
2011 · 
2012 · 
2013 · 
2014 · 
2015 · 
2016 · 
2017 ·
2018 ·
2019 ·
2020 ·
2021 ·
2022
Argentinië ·
Armenië ·
Australië ·
Bolivia · 
Brazilië ·
Bulgarije ·
Canada ·
Chili ·
Colombia ·
Costa Rica ·
Cuba ·
Denemarken ·
DDR ·
Duitsland ·
El Salvador ·
Engeland ·
Estland ·
Finland ·
Frankrijk ·
Griekenland ·
Guatemala ·
Haïti ·
Honduras ·
Ierland ·
Irak ·
Iran ·
Italië ·
Jamaica ·
Japan ·
Joegoslavië ·
Jordanië ·
Kaapverdië ·
Koeweit ·
Kroatië · 
Libanon ·
Mexico ·
Nederland ·
Nigeria ·
Noord-Macedonië ·
Oeganda ·
Oman ·
Panama ·
Paraguay ·
Peru ·
Polen ·
Portugal ·
Qatar ·
Roemenië ·
Saoedi-Arabië ·
Schotland ·
Senegal ·
Spanje ·
Trinidad en Tobago ·
Turkije · 
Uruguay ·
Venezuela ·
Verenigde Staten ·
Wit-Rusland ·
Zambia ·
Zuid-Afrika ·
Zuid-Korea ·
Zweden ·
Zwitserland
Costa Rica (2006) · 
Duitsland (2006) · 
Engeland (2006) · 
Frankrijk (2014) · 
Honduras (2014) · 
Nederland (2022) · 
Polen (2006) · 
Qatar (2022) · 
Zwitserland (2014)